# L'Avare fastueux
L'Avare fastueux est une pièce de théâtre de Carlo Goldoni, écrite en français pour la Comédie-Française et représentée pour la première fois le 14 novembre 1776 au château de Fontainebleau. Cette pièce ne connut pas le succès du Bourru bienfaisant, la précédente pièce en français de l'auteur. Elle ne fut imprimée qu'en 1787, à Paris chez la veuve Duchesne.
C’est une comédie en 5 actes et en prose 
Simon Mayr a composé L'avaro, farce en un acte, sur le livret de Gaetano Rossi d'après Carlo Goldoni, Venise, Teatro San Benedetto, 9 octobre 1799.

## Personnages
Monsieur de CHATEAUDOR, avare et fastueux.
Madame DORIMÈNE, soeur de Chateaudor.
Madame ARAMINTE.
Mademoiselle LEONOR, fille d’Araminte.
Le Marquis de COURT-BOIS.
Le Vicomte de COURT-BOIS, fils du Marquis.
FRONTIN, domestique de monsieur de Chateaudor.
La FLEUR, domestique du Marquis.
Le Bijoutier.
Monsieur JACINTE.
Le Tailleur.
Deux Domestiques.
Un Laquais de Mme Araminte 

## Synopsis
La scène se passe à Paris dans le salon de Mr. De Chateaudor.

### Acte I
Monsieur de Chateaudor va se marier avec Mlle Léonor, il a invité 20 personnes à dîner pour la signature du contrat le soir même. Son avarice se remarque avec le peu de nourriture pour le dîner dont se plaint son domestique Frontin. Dorimène doute que Léonor aime son prétendant et en fait part à son frère qui s’en moque. Frontin introduit un nouveau tailleur pour son maître, mais ce dernier indigné des procédés de Chateaudor s’en va ; Chateaudor voulait rendre les habits après la noce ! 

### Acte II
Dorimène essaye de sonder le coeur de Léonor, qui doutant de sa sincérité ne dit rien ; Araminte rejoint les dames. S’ensuit une scène comique avec Chateaudor et un bijoutier qui montre des diamants aux dames que Chateaudor veut offrir à Léonor. Ces bijoux, évidemment seront rendus après la noce. Chateaudor apprend par une lettre que le Marquis de Court-Bois et son fils le Vicomte veulent venir souper chez lui. À ce nom de Vicomte, Léonor se trouve mal, c’est lui qu’elle aime. Les dames sortent prendre l’air tandis que Chateaudor décide de décaler le dîner au souper pour ne faire qu’une pierre de coup. Araminte reproche à Chateaudor sa prodigalité avec les bijoux ; ce dernier en est fort étonné, l’avare passe pour fastueux ! 

### Acte III
Monsieur Jacinte, écrivain, vient faire part à Chateaudor de l’état de l’épître dédicatoire qu’il lui offre. Mais le cadeau devient vite à payer, aussi, Jacinte est renvoyé. La Fleur arrive et prévient de l’arrivée de ses maîtres ; Frontin lui raconte tous les exploits d’avarices de son maître. Le marquis et le vicomte arrivent, dans le but de parler à Chateaudor de l’amour du vicomte pour Léonor. Dans une scène très comique, le marquis apprend à sa grande surprise que Chateaudor va se marier avec l’amante de son fils ! 

### Acte IV
Dégouté de sa future belle famille et ayant vu la fille du marquis, Chateaudor décide de tenter sa chance avec elle. Il fait sa demande au marquis qui accepte volontiers. Le vicomte, mis au courant, s’empresse d’en faire part à Dorimène et Léonor. Araminte le surprend en train d’embrasser sa fille ; le vicomte lui fait sa demande. Araminte ne lui donne pas grand espoir mais est heureuse de rompre le mariage de sa fille et de Chateaudor. La Fleur informe le marquis de l’avarice de Chateaudor qui, en colère remet en question le mariage, surtout indigné du refus de paille pour les chevaux. 

### Acte V
Frontin, allumant les lustres avec deux domestiques est interrompu par Chateaudor qui les éteint pour ne pas gaspiller. Chateaudor, n’y comprenant rien, apprend que son mariage avec la fille du marquis est rompu à cause de la paille ! Il renvoie Frontin à cause des moqueries de La Fleur sur son avarice à son égard qui ignorait qu’il était présent. Le marquis convainc Araminte de marier sa fille au vicomte, et pour carte blanche, de l’épouser. Frontin annonce à Dorimène et à l’assemblée que Chateaudor est parti pour toujours sur ses terres. 

#### Extrait de la dernière scène
Araminte. Il aurait eu ma fille, s’il n’était pas si fastueux.
Le Marquis. Il aurait eu la mienne, s’il n’était pas si avare.
Frontin. Il était l’un et l’autre, et le voilà puni.

## Particularités de la pièce
Cette pièce est la seconde et dernière pièce de Goldoni en français.
Il s’inspire de plusieurs de ses pièces antérieures pour créer celle ci et quelque peu de l’Avare de Molière.

Deux manuscrits assez semblables de la pièce existent. Cependant, le texte ne varie presque pas à l’exception de quelques injonctions ou débuts de phrases synonymes.